# Balaka
Balaka, rod palmi smješten u podtribus Ptychospermatinae, dio tribusa Areceae, potporodica Arecoideae. Postoji 10 priznatih vrsta sa pacifičkih otoka Fidži i Samoa
Ravne stabljike ovih vrsta koriste se kao štapovi za hodanje i za izradu kopalja. Neke vrste (npr. B. seemannii) se široko uzgajaju kao ukrasne biljke na Fidžiju i drugdje.

## Vrste
1. Balaka diffusa Hodel
2. Balaka insularis Zona & W.J.Baker
3. Balaka longirostris Becc.
4. Balaka macrocarpa Burret
5. Balaka microcarpa Burret
6. Balaka pauciflora (H.Wendl.) H.E.Moore
7. Balaka samoensis Becc.
8. Balaka seemannii (H.Wendl.) Becc.
9. Balaka streptostachys D.Fuller & Dowe
10. Balaka tahitensis (H.Wendl.) Becc.

## Sinonimi
- Solfia Rech.